# 卡岑貝格山
48°21′0.7″N 14°36′58.9″E / 48.350194°N 14.616361°E
卡岑貝格山（德語：Katzenberg），是奧地利的山峰，位於該國北部，由上奧地利州負責管轄，處於林茲以東20公里和特拉格韋恩以北2公里，海拔高度592米。